# Forstreform in Bayern
Die Forstreform in Bayern 2004 geht zurück auf die Regierungserklärung des Bayerischen Ministerpräsidenten Edmund Stoiber am 6. November 2003 nach seinem Wahlsieg in Bayern, in der er für das Jahr 2006 einen ausgeglichenen Haushalt in Bayern ankündigte.
Der Wald in Bayern bedeckt rund ein Drittel der Landesfläche und gehört zu einem Drittel (800.000 Hektar) dem Staat. Der Forstetat betrug im Jahr 2003 140 Millionen €, das sind 0,4 % des Staatshaushaltes. Die Forstreform soll ca. 500.000 € pro Jahr einsparen.

## Reforminhalt
Zu den maßgeblichen treibenden Kräften der Forstreform gehörte unter anderem Sebastian Freiherr von Rotenhan. Seit 1998 hatte er die Auflösung der Einheitsforstämter und die Schaffung privatrechtlicher Strukturen für die Staatsforsten gefordert. Die geplante Privatisierung des bayerischen Staatswaldes wurde allerdings nach heftigen Protesten sowohl aus der Öffentlichkeit als auch aus der CSU-Fraktion des Bayerischen Landtags nicht durchgeführt. Stattdessen wurde im März 2004 ein Konzept zur Forstverwaltungsreform beschlossen, das folgende Maßnahmen vorsah:
- In den nächsten Jahren sollen alle 128 bayerischen Forstämter aufgelöst und in die Landwirtschaftsämter eingegliedert werden. Zusammen mit der Auflösung der vier Forstdirektionen und der Verschlankung des Forstministeriums sollen rund 1.000 der derzeit etwa 5.000 Forstbeschäftigten eingespart werden.
- Die bisherigen hoheitlichen Aufgaben der Forstämter, also Vollzug der Rechtsvorschriften, die den Wald betreffen, wurden in die Landwirtschaftsämter, die zuerst Ämter für Landwirtschaft und Forsten (ALF) und heute Ämter für Ernährung, Landwirtschaft und Forsten (ÄELF) heißen, eingegliedert. Einige Aufgaben der Landratsämter (z. B. Erteilung von Erstaufforstungs- oder Rodungserlaubnissen) nehmen nun die Ämter für Ernährung, Landwirtschaft und Forsten wahr.
- Die Bewirtschaftung des Staatswaldes ist Aufgabe einer Anstalt des öffentlichen Rechts, der Bayerischen Staatsforsten mit Sitz in Regensburg.
- Die kostenlose Beratung von Privatwaldbesitzern ist weniger umfassend.
- Die kostenlose Bewirtschaftung von Kommunalwald bis 50 Hektar durch Staatsförster wird ebenfalls eingestellt.

## Volksbegehren gegen die Reform
Gegen diese Forstreform wandten sich Natur- und Umweltschutzverbände in einem Aktionsbündnis mit dem Volksbegehren „Aus Liebe zum Wald“. 

### Befürworter
Nach Ansicht der Initiatoren sei die Reform ein Versuch, die Privatisierung der Wälder vorzubereiten. Die Anstalt werde nach ausschließlich gewinnorientierten, kommerziellen Gesichtspunkten betrieben. Der Druck, Mischwälder in Fichtenplantagen umzuwandeln und diese mit intensivem Maschineneinsatz zu bewirtschaften, sei groß. Die Betreuung und Beratung von privaten Waldbesitzern und Körperschaften werde weitgehend eingestellt.
Unterstützt wurde das Volksbegehren vom Allgemeinen Deutschen Fahrrad-Club, der Arbeitsgemeinschaft bäuerliche Landwirtschaft, Bund für Umwelt und Naturschutz, Deutschen Alpenverein, Attac, zahlreichen weiteren Umwelt- und Naturschutzverbänden sowie prominenten Einzelpersonen.

### Gegner
Die Gegner des Volksbegehrens sind als Bündnis „Wir sind der Wald!“ an die Öffentlichkeit getreten, insbesondere der Bayerische Waldbesitzerverband, der Deutsche Bauernverband, der Bund der Steuerzahler und die CSU-Landtagsfraktion. 
Es handle sich lediglich um eine Verwaltungsreform mit dem Ziel, Bürokratie und überzähliges Personal abzubauen. Das neue, betriebswirtschaftlich ausgerichtete Unternehmen entlaste die Steuerzahler. Der Wald werde jedoch auch künftig nachhaltig und standortgerecht, gemäß der Agenda 21, bewirtschaftet. Privatisierung, oder Einsparungen am Naturschutz seien nicht geplant. Auch werde es weiterhin Beratung für private Waldbauern geben, allerdings nur noch auf der Ebene der Forstgemeinschaften.

### Ergebnis
Vom 16. bis 29. November 2004 konnten die Bürger in Bayern das Volksbegehren mit Unterschrift unterstützen, um in einem Volksentscheid über die Forstreform abzustimmen. Dieses Volksbegehren verfehlte jedoch die vorgeschriebene Marke von einem Zehntel der wahlberechtigten Bürger mit 9,3 % (= 854.000 Unterschriften) knapp.
Mit dem Bayerischen Bauernverband und dem Bayerischen Waldbesitzerverband hat die Bayerische Staatsregierung am 28. September 2004 einen sogenannten Waldpakt unterzeichnet, der eine Aufstockung der Mittel für die Waldbesitzervereinigungen vorsieht. Damit soll die Einstellung der kostenlosen Beratung von Privatwaldbesitzern kompensiert werden. Aus Sicht der Initiatoren des Volksbegehrens konnte mit diesen und anderen Zugeständnissen der Waldbesitzerverband von der Unterstützung des Volksbegehrens abgebracht werden.